# 田文子
田文子（？—？），妫姓，田氏，名须无，谥文，是齐国田氏家族的首领之一，為田氏家族第四任首领，承襲父亲田孟庄擔任田氏家族首领。田文子是齐庄公的大夫，晋国的大夫栾逞作乱，来投奔齐国，齐庄公厚礼相待。晏婴与田文子劝谏齐庄公不要这样，齐庄公不听。田须无死后，儿子桓子田无宇继位。